# Johann Wolfgang von Goethe

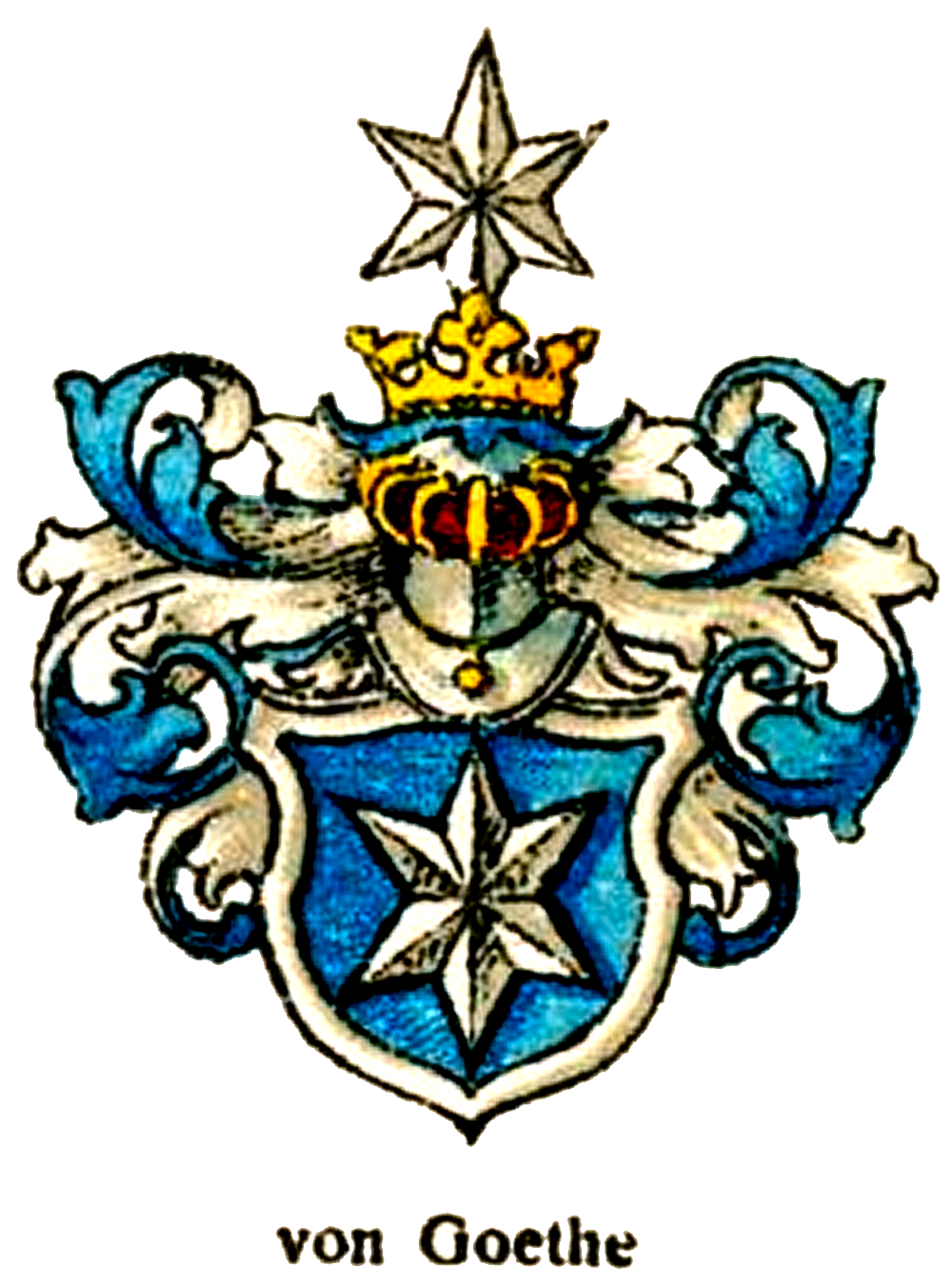
Herb von Goethe

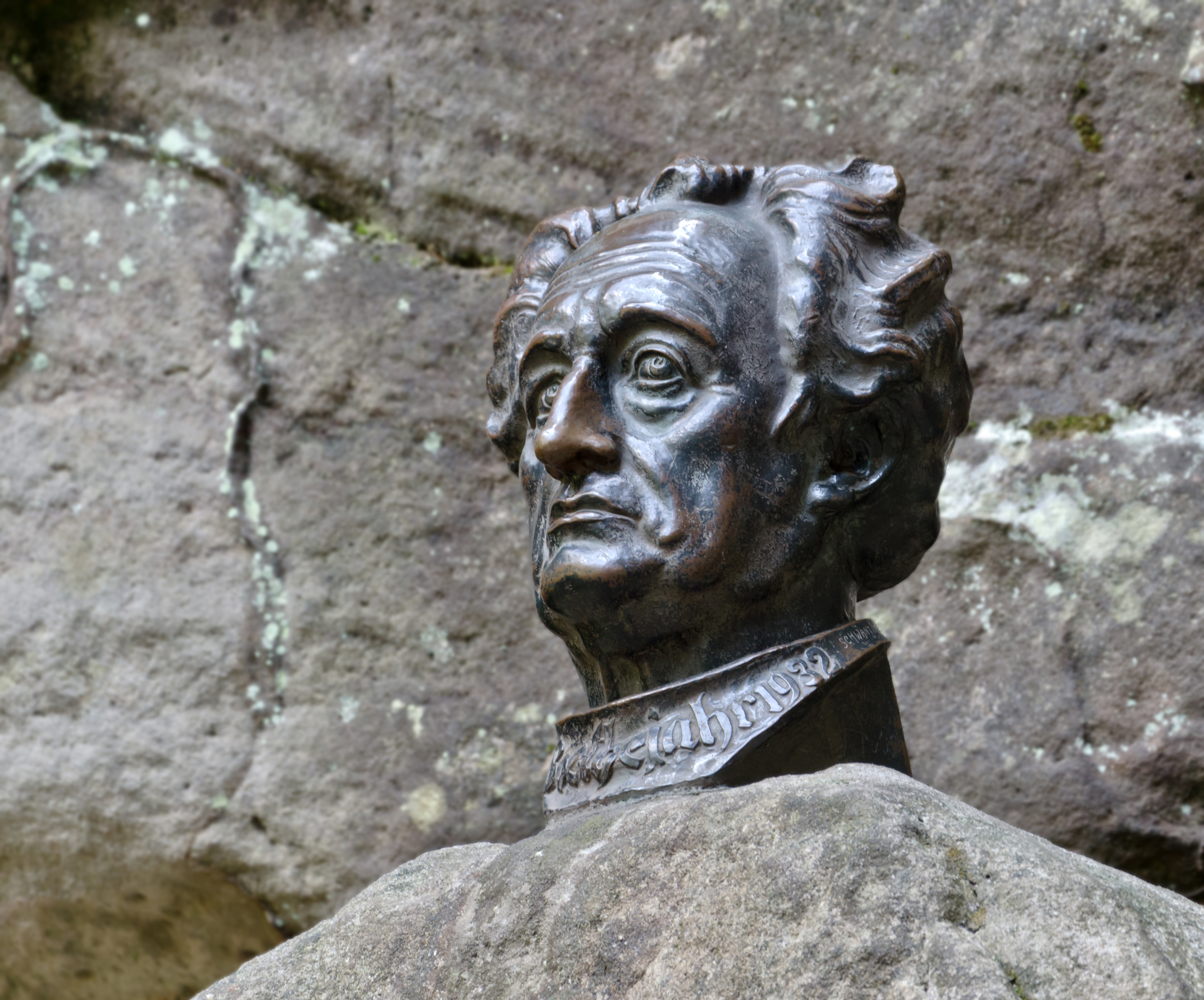
Popiersie Goethego

Johann Wolfgang von Goethe [ˈjo:han ˈvɔlfɡaŋ fɔn ˈɡø:tə] (ur. 28 sierpnia 1749 we Frankfurcie nad Menem, zm. 22 marca 1832 w Weimarze) – niemiecki poeta przełomu XVIII i XIX wieku, uznawany za najwybitniejszego przedstawiciela literatury niemieckiej, a także jednego z najbardziej znaczących w skali światowej, filozof, dramaturg, prozaik, uczony, polityk, wolnomularz.
Był, obok Friedricha Schillera, czołowym przedstawicielem klasycyzmu weimarskiego oraz prekursorem romantyzmu. Był również myślicielem i uczonym, znawcą wielu dziedzin wiedzy oraz sztuki. Studia prawnicze ukończył w Lipsku i Strasburgu. W 1775 Goethe osiadł w Weimarze, w którym mieszkał do końca życia. Pełnił różne funkcje na dworze księcia sasko-weimarskiego, dochodząc do rangi prezydenta Izby Finansów. W 1782 został nobilitowany. Od 1791 do 1817 kierował teatrem oraz wszystkimi instytucjami oświatowo-kulturalnymi księstwa. W 1786 wyjechał na dwa lata do Włoch, co wywarło duży wpływ na jego twórczość. Najbliższa przyjaźń łączyła go z Friedrichem Schillerem.
Zmarł w Weimarze, w całkowitym osamotnieniu, po śmierci żony i jedynego syna. Ostatnie słowa, które wypowiedział przed śmiercią, brzmiały: „Więcej światła”.

## Życiorys

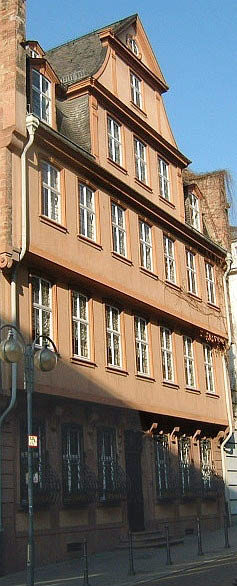
Miejsce narodzin Goethego

### Pochodzenie i okres młodzieńczy (1749–1765)
Ojciec Goethego, Johann Caspar Goethe (ur. 1710, zm. 1782) żył ze swoją rodziną w przestronnym domu we Frankfurcie przy ulicy Großer Hirschgraben. Jako rentier pielęgnował różne zainteresowania, do których należały m.in. kolekcjonowanie naturaliów i obrazów.
Matka Goethego, Catharina Elisabeth z domu Textor (ur. 1731, zm. 1808), pochodząca ze starej rodziny patrycjuszy (ojciec był dziekanem rady adwokackiej) poślubiła w wieku 17 lat, wówczas 38-letniego radcę Goethego. Nie otrzymała w dzieciństwie żadnego wykształcenia, jednak stała się sławna dzięki swemu życzliwemu usposobieniu.
Z wyjątkiem siostry Cornelii Friederiki Christiany (ur. 7 grudnia 1750) rodzeństwo Goethego zmarło wcześnie.
W 1758 r. Goethe zachorował na ospę.
Edukację, na którą składały się wszystkie powszechne w tamtych czasach przedmioty i kilka języków obcych (łacina, greka, francuski, angielski, hebrajski), zdobył za pośrednictwem ojca i prywatnych nauczycieli.
Edukacja ta obejmowała również takie dyscypliny jak taniec, jazdę konną i szermierkę (w tamtych kręgach należały one do kanonu edukacyjnego). Był raczej wzorowym uczniem aniżeli zawadiaką – uczył się z łatwością, jeśli dawało się upust jego żywej duszy. Długotrwałą odrazę do historii spowodowała stojąca w bibliotece ojca wielotomowa historia papiestwa. Później Goethe określał historię mianem bezładnej mieszaniny omyłek i przemocy. Wielką przyjemność sprawiało mu rysowanie, muzyka natomiast nie należała do jego ulubionych dyscyplin.
Wcześnie zainteresował się żywo literaturą, przy czym początkowo skupił swoją uwagę na Friedrichu Gottliebie Klopstocku i Homerze.
Gdy Goethe był małym dzieckiem, zapoznano go z teatrem: w domu rodzinnym wystawiano co rok teatr lalek, który za każdym razem fascynował go na nowo. Później pisał, że marzy, by się znajdować jednocześnie pośród oczarowywanych i czarodziei. Podczas okupacji Frankfurtu przez wojska francuskie w 1759 często odwiedzał teatr francuski w Junghofie.
W 1763 r. dane mu było wysłuchać koncertu 7-letniego wówczas Mozarta. W wieku 14 lat starał się o członkostwo w cnotliwym Towarzystwie Arkadyjskim przy Phylandrii (Arkadische Gesellschaft zu Phylandria), został jednak odrzucony z powodu swoich ekscesów.
W wieku 15 lat flirtował z kelnerką, którą później nazywał Gretchen, i znalazł się w podejrzanych kręgach. Uciszono skandal, a Goethe uciekł się do choroby.
30 września 1765 opuścił na polecenie swego ojca Frankfurt, by w Lipsku podjąć studia prawnicze.

### Studia (1765–1775)

#### Lipsk (1765–1768)
Od 1765 do 1768 r. Goethe studiował prawo w Lipsku. Zbiór starodawnych wyroków sądowych był zaprzeczeniem jego dotychczasowej edukacji i wzbudził w nim tylko niechęć. Chętniej uczęszczał na wykłady Christiana Fürchtegotta Gellertta z poetyki i brał udział w jego ćwiczeniach stylistycznych. Uczestniczył także w warsztatach rysunkowych Adama Friedricha Oesera, dyrektora Akademii Lipskiej. Tam też zaznajomił się z antyczną plastyką z zakresu odlewów gipsowych oraz ozdobnych gemm oraz znalazł się pod wpływem pomysłów Johanna Joachima Winckelmanna, sławnego archeologa i pisarza. W porównaniu do Frankfurtu Lipsk, często zwany małym Paryżem, był – jako miasto targowe – miejscem bardziej światowym i otwartym na nowinki. Staromodny sposób bycia młodzieńca był tu raczej wystawiony na pośmiewisko. Zdołał się jednak bardzo szybko przystosować do panujących tutaj warunków. Zakochał się w Kätchen Schönkopf i pisał na jej cześć miłosne wersy w wesołej i pogodnej tradycji rokoka. W 1770 ukazał się anonimowo jego pierwszy zbiór poezji Annette.
U miedziorytnika w domu wydawcy Breitkopfa nauczył się drzeworytu i skrobania. Jego raczej bezkrytyczny stosunek do wielu mu współczesnych poetów ustąpił teraz miejsca świadomemu zwrotowi w kierunku Lessinga i Wielanda. Już w tym okresie pisał dużo, np. biblijny dramat o Baltazarze. Później zniszczył prawie wszystkie swoje teksty z tego okresu. Zachowała się jedynie komedia Współwinni.
Piwnica Auerbacha (Auerbachs Keller) i związana z nią legenda o jeździe Fausta na beczce (1525) wywarły na nim takie wrażenie, że stała się w jego dramacie Faust I jedynym miejscem rzeczywiście istniejącym.
Krwotok albo też naciski ze strony ojca, który nie był zadowolony z postępów syna na studiach, zmusiły Goethego do przerwania studiów i powrotu do Frankfurtu w roli syna marnotrawnego.

#### Frankfurt/Straßburg (1768–1770)
Nastąpił półtoraroczny okres rekonwalescencji przerywany kilkoma nawrotami choroby. Tak długi przebieg leczenia doprowadził do pogorszenia stosunków między Goethem a jego ojcem. W tym czasie czule opiekowały się nim matka i ukochana siostra.
Podczas gdy kurował się jeszcze w łóżku, napisał zuchwałą komedię kryminalną. Przyjaciółka matki, Susanne von Klettenberg, wzbudziła w nim zainteresowanie swoim pietyzmem, jako że była członkiem Herrnhuckiej Wspólnoty Braterskiej. I tak przez kilka miesięcy zajmował się mistyką, alchemią i badaniami nad duszą.
W kwietniu 1770 ojciec stracił cierpliwość i Goethe opuścił rodzimy Frankfurt, by w Strasburgu ukończyć studia. Znowu jednak mało troszczył się o podręczniki akademickie, przedstawiające wyłącznie suche fakty. W Alzacji rozkwitł; mało która kraina została później przez niego tak czule opisana jak ciepłe i rozległe okolice Renu.
W pensjonacie poznał Johanna Heinricha Junga, przyszłego pisarza i profesora ekonomii. Innymi jego znajomymi stali się Lerse i Lenz. Impulsy decydujące o jego rozwoju dał jednak Johann Gottfried Herder, który przebywał w Strasburgu z powodu operacji oczu. Herder był pierwszą osobowością, która miała nad nim przewagę intelektualną. Jego duchowe przewodnictwo musiało wypaść niemiłosiernie, gdyż nie pozostawiał suchej nitki na gemmach i ukochanej przez Goethego poezji rzymskiej, którą określił mianem płytkich kopii. Ponadto otworzył mu oczy na twórczość Szekspira i zapoznał go ze świeżo opublikowanymi Pieśniami Osjana, przy okazji wyjaśniając mu istotę poezji ludowej. Według Herdera ważnymi nie są drzewa genealogiczne albo bitwy, lecz stawanie się i istota ludów, która się uwidacznia w jeszcze nie zniekształconej literaturze: Starym Testamencie, Homerze, mitach i legendach. Całościowa koncepcja literatury Herdera była bardzo zbliżona do tej, którą Goethe odczuwał już dużo wcześniej – dlatego też wywarła na nim tak wielkie wrażenie.
W Strasburgu po raz pierwszy zetknął się ze staroniemieckim stylem w budownictwie, gdyż o gotyku francuskim nic jak dotąd nie wiedział. Wrażenia, jakie wywarły na Goethem wielkie masy spiętrzonych w niebiosa kamieni, znalazły swoje odbicie w jego entuzjastycznym piśmie O niemieckiej sztuce budowniczej D. M. Erwini a Steinbach.
Podczas jednej z wielu wycieczek odwiedził wioskę Sessenheim, gdzie w gościnnym domu parafialnym zakochał się we Friederice Brion. Po kilku tygodniach przerwał jednak ten związek lekkomyślnie, jak pisał później Lenz. Z okresu strasburskiego pochodzi m.in. wiersz Powitanie i rozłąka.
Długo przez ojca wyczekiwana dysertacja została naszpikowana samowolnymi poglądami Goethego i w ten sposób nie została przyjęta do urzędowej cenzury. W końcu za pomocą dyskusji panelowej, jaka się odbyła w gronie jego przyjaciół, otrzymał licencję prawniczą. Tym samym zakończył swoją edukację. Proponowano mu karierę we francuskim aparacie państwowym, którą jednak odrzucił. Nie chciał się wiązać z nikim, gdyż najważniejsze było dla niego bycie oryginalnym geniuszem.

#### Frankfurt i Darmstadt (1771)
Pod koniec sierpnia 1771 Goethe został we Frankfurcie dopuszczony do wykonywania zawodu prawnika. Prawdopodobnie chciał podjąć prawniczą działalność w duchu postępowego i humanitarnego orzecznictwa oraz wykonywania kary. Już podczas swoich pierwszych procesów zachował się w sposób zbyt rezolutny i otrzymał naganę, tracąc z tego powodu swój zapał. W ten sposób zaledwie w ciągu kilku miesięcy zakończyła się jego kariera prawnicza, mimo iż jego kancelaria działała jeszcze przez kilka następnych lat. W tamtym okresie utrzymywał kontakty z dworem darmstadzkim, na którym hołdowano sentymentalizmowi. Godnymi wspomnienia przedstawicielami tego kręgu byli Johann Georg Schlosser (jego późniejszy szwagier) i Johann Heinrich Merck. Często odbywał piesze wycieczki z Frankfurtu do Darmstadt.
Zajął się ponownie realizacją planów literackich; tym razem ojciec nie sprzeciwiał się, a nawet go przy tym wspomagał. Ze starej książki Goethe zaczerpnął życiorys wywodzącego się z arystokracji zbója Götza von Berlichingen z czasów wojen chłopskich. W ciągu kilku tygodni przerobił tę historię na sztukę teatralną pt. Götz von Berlichingen mit der Eisernen Hand, która od razu zafascynowała jego znajomych. Podobnie jak w przypadku staroniemieckiej sztuki budowniczej dziełem tym w genialny sposób wyczuł ducha swoich czasów. Po jej skrytykowaniu przez Herdera rolę intelektualnego mecenasa Goethego przejął Merck.

#### Wetzlar (1772) – Frankfurt (1775)
Goethe pracował w owym czasie dla czasopisma literackiego, wydawanego przez Schlossera i Mercka. Ciężko było mu się jednak utrzymać z nieopłacanej pracy. W maju 1772 wyjechał do Wetzlaru w celu uzupełnienia prawniczego wykształcenia jako referendarz Sądu Kameralnego Rzeszy. Instytucja ta, mimo że działająca od wieków, nie była w stanie szybko i skutecznie stawić czoła toczącym się w niej procesom (niektóre sprawy ciągnęły się przez kilkadziesiąt lat). Niedowład w jej działaniu sprawił, że została z polecenia cesarza Józefa II poddana „wizytacji i rewizji”. Pracowali w niej młodzi, wykształceni prawnicy, z którymi Goethe spotykał się w gospodzie „Pod następcą tronu” („Zum Kronprinzen”). Między nimi znajdował się także radca dworu Johann Christian Kestner – narzeczony, a od 1773 r. mąż Charlotte Buff, która była pierwowzorem Lotty z powieści Goethego „Cierpienia młodego Wertera”. Kestner opisał Goethego w następujący sposób: Wiosną przybył tu niejaki Goethe z Frankfurtu, z profesji doctor juris, w wieku lat dwudziestu trzech, jedyny syn bardzo bogatego ojca, aby – taki był zamiar jego ojca – podciągnąć się in praxi, jego zamiarem natomiast było studiować Homera, Pindara i innych oraz zajmować się tym, czym go natchnie jego geniusz, jego sposób myślenia i jego serce… Jest bardzo utalentowany, istny geniusz i człowiek z charakterem, posiada też niezwykle żywą wyobraźnię… Jego sposób myślenia jest szlachetny; wolny od uprzedzeń, postępuje wedle swojego widzimisię, nie troszcząc się wiele o to, czy podoba się to innym, czy odpowiada modzie lub zwyczajom. Nienawidzi wszelkiego przymusu… Jest dziwaczny i jego zachowanie się, obejście bywa czasem przykre. Ale jest mile widziany przez dzieci, kobiety i wiele innych osób… To była pierwsza i ostatnia obiektywna charakterystyka poety, jeszcze zanim napisał „Wertera”, czy „Fausta”.
Z Lottą (Charlotte Buff) łączyła poetę przyjaźń i coś na kształt miłości. Sam Goethe był jednak właściwie bardziej zakochany w swoim niespełnionym uczuciu, niż w przedmiocie tego uczucia – Charlotte pozostawała beznadziejnie wierna Kestnerowi, co bardzo odpowiadało pragnącemu wzdychać i cierpieć referendarzowi. Po odbyciu długiej i poważnej rozmowy o życiu pozagrobowym z Lottą i jej narzeczonym Goethe postanowił uciec do Frankfurtu, gdzie spędził cztery lata. W międzyczasie wiele podróżował. Sławnymi stały się jego wizyta w Koblencji u pani Sophie von La Roche, małżonki ministra arcybiskupa Trewiru (niem. nazwa: Trier) i jego znajomość z jej córką Maksymilianą (w przyszłości matką poety Clemensa Brentano i jego sławnej siostry Bettiny), której niejeden rys można odnaleźć w bohaterce Cierpień młodego Wertera.
Goethe ponaglany przez Mercka słowami: Pora na dziecko, pieluszki już schną na płocie napisał kilka tez teologicznych i broszurkę Dwie kwestie religijne. Żaden z tych drobiazgów nie był jednak w stanie zadowolić przyjaciela. Merck pragnął czegoś większego. Tym czymś miał być Götz von Berlichingen. Dzięki staraniom obu przyjaciół dramat ujrzał w końcu światło dzienne. Jednakże oprócz sławy przyniósł Goethemu same długi.
Goethego dosięgła wiadomość o śmierci jednego z jego kompanów z Wetzlaru – Karla Wilhelma Jerusalema. Głównym powodem samobójstwa była nieszczęśliwa miłość do zamężnej kobiety, urażona duma i brak wyrozumiałości ze strony arystokratycznego otoczenia. Goethe wykorzystał potem te motywy w swojej powieści epistolarnej pod tytułem Cierpienia młodego Wertera łącząc je z własnymi przeżyciami i swoim uczuciem do Lotty. Werter powstał ponoć w ciągu kilku tygodni, podczas których Goethe uwalniał się od „swojego pijaństwa” i „oszołomienia”, jak powiedział o nim jego własny kamerdyner i sekretarz Philipp Seidel. Także i ta powieść odniosła olbrzymi sukces. W Europie zapanowała prawdziwa werterowska epidemia, a sam główny bohater – samobójca znalazł wielu naśladowców.
Götz i Werter, oba te dzieła – jakkolwiek by nie były od siebie różne, wyznaczyły początek nowej niemieckiej epoki literackiej. Poeta wyjaśnił ten fakt kilkadziesiąt lat później, tłumacząc, że był młody, kiedy i literatura niemiecka była młoda, nie było więc dla niego trudnością pisać dzieła, które stanowiły początek nowej epoki, i że późniejsi młodzi pisarze mieli większe trudności. Styl Götza stał się wzorem dla poetów „Burzy i naporu”. W Werterze pojawia się pragnienie śmierci – motyw pojawiający się odtąd często w literaturze niemieckiej. Oba dzieła uczyniły Goethego sławnym na całym świecie.
Dom rodzinny poety (ten we Frankfurcie przy ulicy Hirschgraben) stał się schroniskiem dla wszelkiego rodzaju poetów i gryzipiórków. Ale pojawiały się tam także i znaczące osoby, jak na przykład Friedrich Gottlieb Klopstock. Goethe tworzył w owym czasie dalsze utwory. Jako pierwszy po Götzu i to w ciągu tygodnia powstał dramat „Clavigo”. Potem przyszła kolej na wodewile, operetki (Erwin i Elmira, Klaudyna z Villa Bella) i mały dramat Stella.

#### Spotkanie z księciem Karolem Augustem
W grudniu 1774 Karol August książę następca tronu Saksonii-Weimar z rodu Wettynów, w czasie swej podróży spowodował spotkanie ze starszym od niego osiem lat znanym poetą.
Po powrocie Goethego ze Szwajcarii do Frankfurtu w 1775 r. Karol August, wówczas już władca księstwa Saksonii-Weimaru-Eisenach odwiedził poetę i zaprosił go do Weimaru jako swego faworyta, widząc w nim przydatnego doradcę w rządzeniu księstwem. Jednak ojciec Goethego, zwolennik władzy cesarskiej, był temu przeciwny i poradził synowi wyjazd do Italii. Podczas podróży, gdy młody Goethe dotarł do Heidelbergu, dopadli go wysłannicy księcia i Goethe podjął życiową decyzję udania się do Weimaru. Ta podróż z Heidelbergu do Weimaru jest ostatnim fragmentem jego utworu Dichtung und Wahrheit.

### Weimar (1775–1832)

#### Minister w Weimarze (1776–1786)

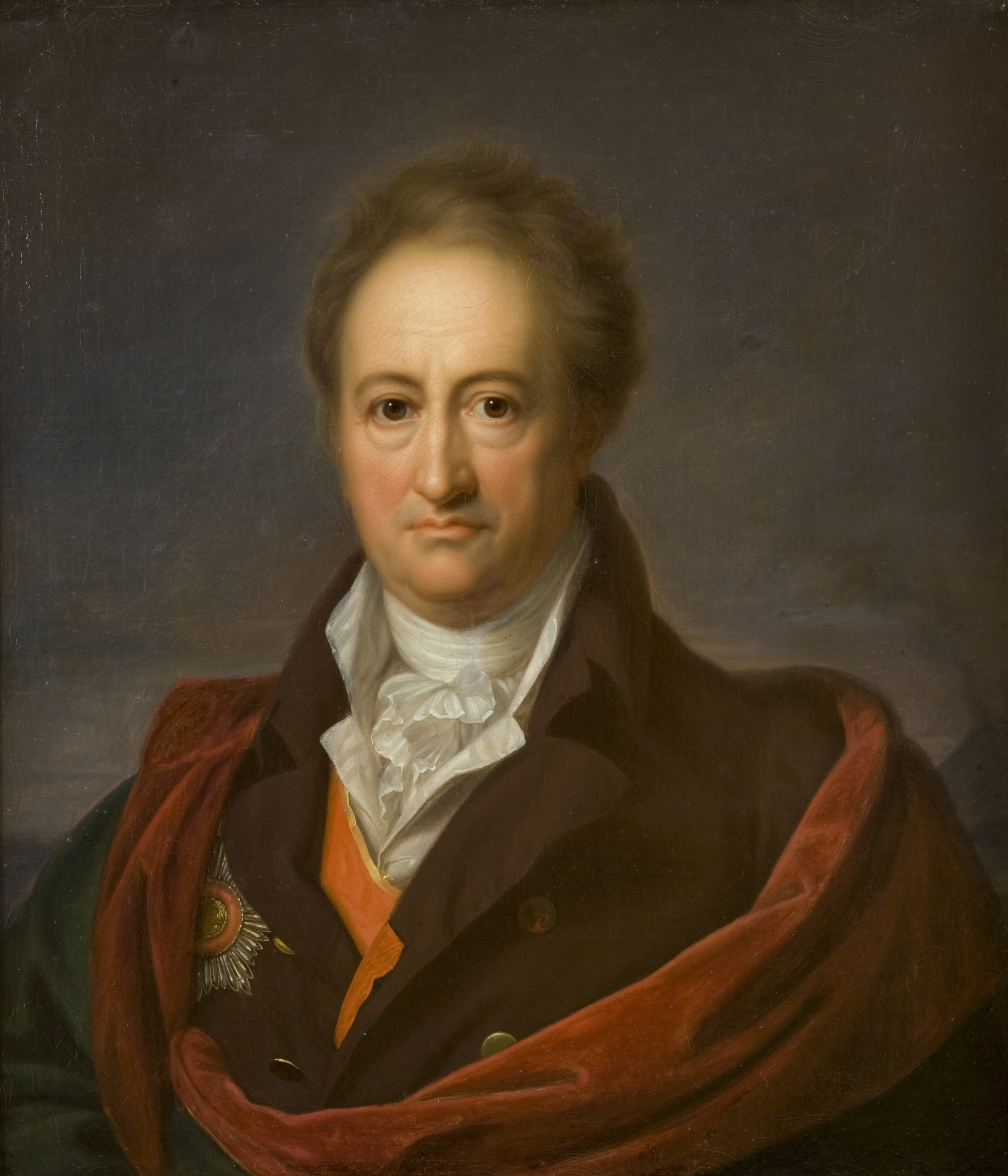
Goethe jako minister, obraz autorstwa Gerharda von Kügelgena

Goethe przybył do Weimaru 7 listopada 1775, stolicy ubogiego księstwa Saksonii-Weimar-Eisenach. Pierwsze miesiące spędził na zabawach, hulankach i tym podobnych rozrywkach, jednak przy tej okazji zawarł różne przydatne w dalszej karierze znajomości.
W czerwcu 1776 został mianowany tajnym radcą z prawem udziału i zabierania głosu w posiedzeniach rady ministrów, co wywołało sprzeciw dworu, ministrów i urzędników. Jednak zawczasu uzyskał poparcie Christopha Martina Wielanda (poety i prozaika, wychowawcy księcia), matki księcia księżnej Anny Amalii, a z samym księciem był w zażyłej przyjaźni.
Książę Carl August powierzał mu zarządzanie różnymi sektorami administracji państwowej, Goethe kierował komisją do spraw wojny, również sprawami finansowymi, oraz okresowo zajmował się zagadnieniami kulturalnymi, był także dyrektorem budowy dróg. Można powiedzieć, że pełnił rolę premiera rządu.
Goethe często odbywał wędrówki i konne wycieczki. W 1778 w czasie podróży z księciem Karolem Augustem do Berlina napotkali w powiecie Ilmenau (niem. historyczne Amt Ilmenau) u podnóża Lasu Turyńskiego opuszczoną kopalnię rud metali. Na tym terenie występują rudy miedzi, ołowiu, srebra oraz manganu. Szukając źródeł dochodu dla pokrycia książęcych niedoborów finansowych Goethe marzył o pozyskiwaniu srebra z tej kopalni, której uroczyste otwarcie odbyło się 24 lutego 1784.
W czasie eksploatacji kopalni wystąpiły jednak trudności spowodowane zalewaniem wyrobisk przez wody dołowe, o czym Goethe donosił księciu listem z dnia 1 października 1788 (...zjechałem na dół (kopalni), aby zobaczyć co jest do zrobienia). Poza tym ujawniły się dawne zobowiązania prawne ciążące na kopalni, ostatecznie ostatni szyb wydobywczy zamknięto w 1812 r. Wprawdzie finansowe marzenia się nie spełniły, natomiast pozostał ślad w twórczości literackiej (patrz Faust część II), a geologia powiązana z mineralogią stały się tajemną pasją poety.
W 1779 r.odbył drugą podróż do Szwajcarii celem załatwienia pożyczki dla zadłużonego księstwa. Przebywał wówczas m.in. w dolinie Joux w górach Jura. Stamtąd 26 października 1779 wszedł na jeden z najwyższych szczytów tej grupy górskiej – La Dôle, skąd podziwiał panoramę obejmującą m.in. Jezioro Genewskie i wznoszące się za nim masywy alpejskie.
Już w listopadzie 1775 Goethe poznał starszą od siebie prawie o 7 lat damę dworu Charlotte von Stein, matkę siedmiorga dzieci, namiętną wielbicielkę jego twórczości poetyckiej. Już wkrótce był w niej szaleńczo zakochany, co jest udokumentowane w około 1600 listach miłosnych. Pomimo zabiegów Goethego, nie poddając się fascynacji jego osobą, Charlotte zachowywała się z rezerwą, co jednak nie wykluczało znaczącego wpływu na jego dalsze postępowanie. Ta doświadczona kobieta przekazała rozwichrzonemu geniuszowi ze środowiska Burzy i naporu (niem. Sturm-und-Drang) zasady poprawnego zachowania (na dworze) oraz skłoniła go do podjęcia systematycznej i zdyscyplinowanej pracy twórczej. Dotychczasowe burzliwe opisy namiętności, krajobrazów i biegu chmur zostały zastąpione przez decydujące w jego twórczości spokojne rozważania na temat istotnych zależności występujących w stworzonym świecie.

#### Życie towarzyskie
W 1780 r. został przyjęty jako uczeń do Loży wolnomularskiej Anna Amalia zu den drei Rosen w Weimarze, która jednak wkrótce została zamknięta. W kwietniu 1782 książę uzyskał u cesarza w Wiedniu przyznanie Goethemu szlachectwa (od tego momentu von Goethe), co wiązało się z trybem uczestnictwa w oficjalnych spotkaniach i wydarzeniach. W 1783 r. został przyjęty do zakonu iluminatów pod imieniem Abaris.
W tym czasie napisał, nie licząc drobnych, okazyjnych utworów związanych z imprezami dworskimi, pierwszą wersję prozą sztuki teatralnej Ifigenia w Taurydzie (Iphigenie auf Tauris, prapremiera w dworskim teatrze amatorskim 6 kwietnia 1779) jako przeciwieństwo swej niespokojnej sytuacji życiowej. Sprawy urzędowe, dość szczególny związek z Charlottą von Stein, jednocześnie połowiczny romans z atrakcyjną aktorką i śpiewaczką Corona Schröter, odtwórczynią głównej roli Ifigenii, nie było to życie przyzwoite i spokojne. Natomiast postaci w sztuce Ifigenia są nacechowane godnością i spokojem (nawet dotyczy to wodza barbarzyńców). 1778 rozpoczął pracę przy powieści dydaktycznej Wilhelm Meister oraz sztuki kameralnej dla pięciu osób Torquato Tasso.
W 1786 r. pojawiło się zniechęcenie, stosunki z panią von Stein stały się nużące, mitręga urzędowa nie dawała oczekiwanych rezultatów, toteż wziął urlop od spraw urzędowych i rozpoczął dyskretne (lecz za wiedzą księcia Karola Augusta) przygotowania do podróży do Italii.
Sierpień 1786 r. spędził Goethe w uzdrowisku Karlsbad, pracując m.in. nad pierwszym, ośmiotomowym wydaniem swoich pism. Towarzyszyli mu tam książę saski Karol August, filozof i pisarz Johann Gottfried Herder z żoną Karoliną oraz dama saskiego dworu Charlotte von Stein. Ta ostatnia wyjechała 14 sierpnia – Goethe odprowadził ją aż do podnóży Sudetów. 28 sierpnia obchodzono w uzdrowisku urodziny poety, a tuż potem opuścił je książę Karol August. 3 września Goethe zapisał w swym dzienniku, wydanym później jako „Italienische Reise” (Podróż włoska): O trzeciej nad ranem wymknąłem się chyłkiem z Karlsbadu, bo inaczej nie wyrwałbym się stamtąd (…). Spakowałem tylko mantelzak i torbę z borsuczej skóry, po czym sam, nie zabierając ze sobą nikogo, wskoczyłem do dyliżansu.

#### Życie we Włoszech (1786–1788)
Wyjazd do Italii nastąpił za wiedzą księcia Karola Augusta, który zapewnił mu dalsze pobieranie wynagrodzenia służbowego. Podróż przebiegała z licznymi przystankami w miastach na trasie. Goethe przejechał przez Regensburg, Innsbruck, przełęcz Brenner, Trydent i Rovereto do Torbole na północnym krańcu jeziora Garda. Jezioro aż do jego południowego krańca pokonał łodzią, po czym ruszył do Werony, a stąd do Vicenzy. Tu oglądał dzieła swego najbardziej podziwianego architekta renesansowego, Andrei Palladia, w tym słynną Villa Rotonda. Z Vicenzy dotarł do Padwy, skąd znów statkiem, rzeką Brenta, dotarł do Wenecji, gdzie spędził 5 tygodni, zwiedzając miasto, poznając jego zabytki i dzieła sztuki, uczęszczając do teatrów. Stamtąd znów drogą wodną (rzeką Pad) dostał się do Ferrary, po czym przez Bolonię w której zatrzymał się na kilka dni, Perugię, Foligno i Terni, po 2 miesiącach podróży, dotarł do Rzymu. Tu nawiązał kontakt z grupą artystów, jeden z nich pomógł mu zakwaterować się u pewnego woźnicy. Proste warunki bytowania, w przeciwieństwie do środowiska w Weimarze, oznaczały dla niego nowy etap w życiu. Obecnie w domu przy ulicy Via del Corso 18 znajduje się muzeum Casa di Goethe.
Dla Goethego pobyt w Italii nie był tylko podróżą turystyczną, lecz oznaczał duchowy rozkwit i realizację najskrytszych tęsknot: życie bez zobowiązań, wolność i niezależność finansową – pensja przychodziła jak poprzednio w Weimarze. Zadomowił się w Rzymie, czuł się dobrze, kochał, rysował, modelował i malował. Pisał niewiele – sztuka teatralna Ifigenia otrzymała formę wiersza, jednak nie znalazła uznania u jego przyjaciół. Jego zaufanym doradcą został szwajcarski malarz Johann Heinrich Meyer, znawca historii sztuki, utrzymywali kontakt aż śmierci ich obu w 1832 r.
Podziwiał monumentalne budowle starożytnego Rzymu, między innymi Panteon, Koloseum, termy cesarskie, studiował rzeźby antyczne oraz malarstwo renesansowe (Michelangelo, przede wszystkim Rafael Santi). Po pół roku pojechał do Neapolu, następnie na Sycylię. W połowie 1787 powrócił do Rzymu. Podjął ponownie pracę przy utworze Torquato Tasso i dokończył dramat Egmont. W tym czasie odwiedzał często malarkę Angelikę Kauffmann.
Po dwóch latach kształcącego pobytu w Italii zaczął przygotowywać się do powrotu do Weimaru. Przyjaźń z księciem Karolem Augustem ułatwiała ponowne urządzenie się w stolicy księstwa. Po zaliczeniu rzymskiego karnawału i uroczystości świąt wielkanocnych w końcu kwietnia 1788 udał się w drogę powrotną do domu.
W czasie podróży do Włoch zatrzymał się na kilka dni w Szwajcarii, gdzie pozostawił pewien skrypt. Jak się okazało dopiero ok. 100 lat później, był to skrypt dramatu pt. Urfaust, niejako wprowadzenia do później napisanego dramatu Faust.

#### Christiane Vulpius
Po powrocie z Italii Goethe czuł się obco w Weimarze. W tym czasie (1788) poznał 23-letnią Christianę Vulpius. Wkrótce stała się ona jego kochanką, być może przypominała mu rzymskie miłostki. Wtedy też napisał swe najbardziej frywolne wersy Römische Elegien.
Już w lipcu tego roku Christiane zamieszkała w domu Goethego, dokąd wkrótce wprowadziła się również połowa jej rodziny. W grudniu 1789 urodził się syn August, który jako jedyny z pięciorga ich dzieci osiągnął wiek dojrzały. Goethe i Christiane małżeństwo zawarli jednak dopiero po 18 latach.

#### Podróż na Dolny i Górny Śląsk i do Polski (1790)

Kraków. Rynek Główny 36. Kamienica Pod Jeleniem

Towarzysząc księciu Karolowi Augustowi we wrześniu 1790 Goethe odbył ośmiodniową podróż do Tarnowskich Gór (niem. Tarnowitz), Krakowa, Wieliczki i Częstochowy, następnie do Wrocławia, gdzie nie był zadowolony z pobytu, co wynika z jego listów, pisanych tamże 11 i 12 września 1790.
W Tarnowskich Górach Goethe interesował się pierwszą na kontynencie, sprowadzoną z Anglii i uruchomioną dwa lata wcześniej, maszyną parową służącą do odwadniania wyrobisk górniczych w kopalni srebra i ołowiu Fryderyk (niem. Friedrichsgrube), a to ze względu na problemy z odwodnieniem nadzorowanej przez niego kopalni srebra w Ilmenau. W księdze pamiątkowej tejże kopalni umieścił grzecznościowy wpis, zaczynający się od słów Z dala od ludzi wykształconych, na krańcu Rzeszy... (niem. Fern von gebildeten Menschen, am Ende des Reiches...), który do chwili obecnej wzbudza kontrowersje. Zajazd, w którym zatrzymał się podczas swej wizyty do dziś nosi nazwę Dworku Goethego.
W Krakowie przebywali kilka dni. Goethe zwiedził kopalnię soli w Wieliczce, a w Krakowie obejrzał kolekcje minerałów na Uniwersytecie Jagiellońskim. W związku z pobytem Goethego w Krakowie na ścianie kamienicy Józefa Bartscha (róg Rynku Głównego i Sławkowskiej) wmurowano tablicę pamiątkową. Jednak Goethe wyniósł ogólne wrażenie z podróży niekorzystne jak pisze Stanisław Krzyżanowski. Notatki z tej podróży zostały opublikowane dopiero w 1884 r., o czym wspomina J. Hennig. Co do miejscowej ludności Goethe proponował wprowadzenie języka niemieckiego w Polsce ... celem podniesienia kultury klas niższych ... poprzez teatry wędrowne.
Po powrocie do Wrocławia Goethe odbył jeszcze kilkudniową wycieczkę po Dolnym Śląsku i ziemi kłodzkiej.

#### Teatr w Weimarze
W 1791 r. książę Karol August postanowił urządzić teatr dworski (Hoftheater Weimar), a kierownictwo powierzył Goethemu, który od dziecka był zapoznany z teatrem. Po objęciu kierownictwa teatru wciągnął do pomocy swą (nieślubną) żonę Christiane Vulpius, która zajęła się sprawami personalnymi. Pierwsze przedstawienie odbyło się 7 maja 1791. Repertuar nie odbiegał zbytnio od innych scen w kraju. Różnica leżała w czym innym, Goethe umożliwiał autorom wywieranie decydującego wpływu na inscenizację ich utworów, poza tym dbał o utworzenie stałego zespołu aktorskiego, który jednak miał grać według wytycznych Goethego (Regeln für Schauspieler 1803) wzorowanych na dramacie klasycznym. W ten sposób dowartościował pozycję aktorów, dotychczas nie cieszących się zbyt dobrą opinią, jako osobowości artystyczne. Jednocześnie Goethe dbał o poziom, umieszczając w bogatym repertuarze obok sztuk popularnych (np. Augusta Kotzebue), przede wszystkim utwory ambitne, wyrabiające u publiczności wrażliwość na piękno oraz estetycznie przekazujące ideały humanistyczne. Również były wystawiane utwory muzyczne, wśród nich opery Mozarta, najbardziej ulubiony był Czarodziejski flet.
W latach 1799–1805 Goethe współdziałał wspólnie z Friedrichem Schillerem, który brał czynny udział przy wystawianiu prapremiery swej trylogii dramatycznej o Wallensteinie i wojnie trzydziestoletniej oraz następnych utworów napisanych podczas pobytu w Weimarze.
W 1817 r. Goethe ustąpił ze swego stanowiska. Podobno bezpośrednią przyczyną było groteskowe zajście wywołane przez renomowaną 40-letnią aktorkę Karolinę Jagemann, faworytkę księcia pana, z którą toczył wieloletnie spory. Poszło o psa, a konkretnie o pudla, z którym aktorka chciała wystąpić na scenie w sztuce zresztą kryminalnej, na co Goethe nie chciał (nie mógł) się zgodzić. Po odejściu Goethego kierownictwo teatru objęła Karoline, która pozostała w Weimarze aż do śmierci księcia.

#### Weimar/Jena (Goethe i Schiller 1794–1805)
Goethe zaprzyjaźnił się z Schillerem, który był wtedy profesorem na Uniwersytecie w Jenie, współpracując od 1794 r. przy wydawaniu czasopisma Die Horen. Koleżeńska przyjaźń oraz ożywiona korespondencja trwała aż do śmierci Schillera w 1805 r.
Czasopismo ukazało się po raz pierwszy w 1795 r. Do współpracowników zaliczali się najwybitniejsi ówcześni pisarze i filozofowie, między innymi: Johann Gottfried Herder, Johann Gottlieb Fichte, August Wilhelm Schlegel, Wilhelm von Humboldt, Alexander von Humboldt, Johann Heinrich Voß oraz Friedrich Hölderlin.
Nie zważając na postępujący rozpad Starej Rzeszy i toczące się w Europie wojny napoleońskie, Goethe i Schiller podjęli próbę reformy kulturowej, polegającej na realizacji dążeń wolnościowych, a zarazem antyrewolucyjnych, sformułowanych w pismach Schillera (określanych jako listy) Über die ästhetische Erziehung des Menschen (z niem. O estetycznym wychowaniu człowieka 1795).
We wrześniu 1794 Schiller przebywał dwa tygodnie w gościnie w domu Goethego w Weimarze. Przy czym zachowywał się jak zwykle, to znaczy spał do południa, a pracował nocami. Wiedząc o tradycjonalizmie swego gościa, Goethe wraz ze swoją wieloletnią partnerką Christiane i ich pięcioletnim synem udawali, że nic ich nie łączy, jednak Schiller określał związek Goethego z mademoiselle Vulpius jako kompromitujący. Goethemu natomiast przeszkadzało zamiłowanie Schillera do gry w karty oraz do tabaki.
W latach 1794–1796 Goethe dokończył powieść dydaktyczną Lata nauki Wilhelma Meistra.
Schiller od 1796 do 1800 r. wydawał czasopismo literackie Musenalmanach przy współpracy wybitnych osobistości, jak: Johann Wolfgang Goethe, Johann Gottfried Herder, Ludwig Tieck, Friedrich Hölderlin i August Wilhelm Schlegel. W 1797 r. Schiller i Goethe opublikowali tamże satyryczne dystychy Xenien zawierające wyrafinowane obelgi i drwiny z publiczności i kolegów oraz wyśmiewające literackie nieprawidłowości, co wzbudziło wielkie poruszenie i przeważnie było źle widziane.
Goethe i Schiller utrzymywali nadal zażyłe stosunki z Wilhelmem von Humboldtem i Christianem Gottfriedem Körnerem. W 1799 r. Schiller przeprowadził się do Weimaru.
Goethe odniósł ponownie, od czasu ukazania się w 1774 r. powieści epistolarnej Cierpienia młodego Wertera (Die Leiden des jungen Werther), znaczący sukces w 1797 r. swą mieszczańską idyllą Herman i Dorota (Hermann und Dorothea). W przyjacielskim współzawodnictwie z Schillerem powstały jego jedne z najpiękniejszych ballad.
Na przełomie wieków działalność literacka Goethego zaczęła wygasać, natomiast wiele czasu poświęcił tłumaczeniu autobiografii Benvenuto Celliniego oraz rozpoczął jeszcze inną Die natürliche Tochter.
Schiller zmarł 9 maja 1805 w Weimarze na zapalenie płuc związane z gruźlicą. Został pospiesznie pochowany na cmentarzu św. Jakoba w Weimarze. W 1826 szczątki jego przeniesiono do Biblioteki Księżnej Anny Amalii. Na jesieni 1826 r. Goethe wykradł potajemnie czaszkę, po czym obserwując ją napisał wiersz Bei Betrachtung von Schillers Schädel. Badania DNA przeprowadzone na zlecenie rozgłośni Mitteldeutscher Rundfunk (MDR) i fundacji Klassik Stiftung Weimar wykazały, że w żadnym przypadku nie jest to czaszka, jak i szkielet Schillera, wobec tego w grobowcu pozostawiono pustą trumnę, a dalszych dociekań w tej materii zaniechano.
Goethe został pochowany w Weimarze, na własne życzenie, obok grobu Schillera.

#### Działalność Goethego związana z reformą Uniwersytetu w Jenie
Władcy z dynastii ernestyńskiej (z rodu Wettynów) zwracali szczególną uwagę na rozwój nauki, a szczególnie na kształcący przyszłe elity prestiżowy Uniwersytet w Jenie. W połowie XVIII wieku spadła liczba kandydatów na studia, co wiązało się z utratą prestiżu i wywołało zaniepokojenie mocodawców, a jednocześnie sponsorów (niem. Nutritor). Utworzono komisję, przeprowadzono wizytację uczelni, celem stwierdzenia przyczyn upadku jej atrakcyjności dla kandydatów na studia w porównaniu do innych niemieckich uniwersytetów, na temat tych przyczyn dyskusja się toczy do obecnych czasów. Po wizytacji przeprowadzonej zimą 1766/67 stwierdzono poważne uchybienia w działalności dydaktycznej, jak i gospodarczo-finansowej uczelni. Osobnym problemem byli studenci, określani jako niesforni i rozwydrzeni (niem. ungebärdig), ochoczo uczestniczący w tajnych zakonach studenckich terroryzujących wykładowców oraz wykazujący zamiłowanie do pojedynków. Jednak ich rozgoryczenie może być zrozumiałe: zaniedbania w procesie dydaktycznym, brak laboratoriów i nauki języków, tańca i szermierki (jak to było na innych uniwersytetach); na domiar złego stołówka akademicka była brudna, a potrawy niesmaczne. Mocodawcy podejmowali ostrożne i rozważne próby zaradzenia niedostatkom, jednak bez widocznych rezultatów.
Dopiero w 1775 r., po objęciu władzy przez księcia Karola Augusta, przy udziale profesorów, podjęto zdecydowane działania reformujące Uniwersytet. Książę podejmował decyzje opierając się na ogół na opinii zaufanych doradców, do których należał również Goethe, powołany na miejsce usuniętego polityka i prawnika, tajnego radcy Achatiusa Schmida (1725–1784).
Uniwersytet posiadał cztery wydziały: filozofia, prawo, medycyna oraz ze względów politycznych najważniejszy, czyli teologiczny (gdzie były trzy katedry), ponieważ głoszone tam nauki miały uzasadniać oświeceniową politykę dworu weimarskiego. Kluczową sprawą w tym względzie była obsada stanowisk profesorskich przez teologów głoszących słuszną opcję oświeceniową, w przeciwieństwie do ortodoksyjnych luteran. Po uzgodnieniach z władcami współfinansującymi uczelnię został powołany jako profesor nadzwyczajny (niem. Supernumerarius) w 1768 gdański teolog Ernst Jacob Danovius, a już w 1772 pomimo sprzeciwów z różnych stron, powierzono mu stanowisko profesora zwyczajnego (kierownika katedry; niem.Ordinarius), co w zdecydowany sposób przyczyniło się do modernizacji nauk teologicznych na uniwersytecie w Jenie.
Po śmierci prof. Webera, a następnie i Danoviusa, były do obsadzenia dwie katedry teologii. W 1782 Geheimrat Goethe został wysłany do Coburga i Meiningen w delikatnej misji przekonania tamtejszych władców-sponsorów do wyrażenia zgody na obsadzenie wolnych miejsc kandydatami oświeceniowymi, proponowanymi przez czołowego profesora teologii Griesbacha. Dzięki zręczności Goethego uzyskano wymagane poparcie i mianowano nowych profesorów zwyczajnych teologii, którymi zostali Johann Christoph Döderlein oraz Johann Wilhelm Schmid, syn dawnego weimarskiego tajnego radcy Achatiusa Schmida. Ten ostatni, po studiach zdecydowany zwolennik teologii ortodoksyjnej, pod wpływem prof. Danoviusa przeszedł na pozycje racjonalistyczne. Jako zdecydowany zwolennik filozofii Immanuela Kanta stał się znany w latach późniejszych ze swych prac z teologii moralnej opartej na teorii poznania Kanta. Przyczynił się do rozwoju oświeceniowej teologii na uniwersytecie w Jenie. Po wieloletnich zabiegach pozyskano zespół twórczych oraz innowacyjnych profesorów również na pozostałych wydziałach uniwersytetu, uzyskując znaczący rozkwit uczelni.
Jednak wraz z przodującą pozycją uniwersytetu w latach dziewięćdziesiątych XVIII wieku wystąpiło surowe prześladowanie korporacji studenckich wywołane obawą władz uczelnianych i państwowych przed rozprzestrzenianiem się francuskich idei rewolucyjnych. Gdy książę Karol August brał udział jako pruski generał w inwazji pruskiej 1792 na Francję, sytuacja na uniwersytecie uległa histerycznemu zaostrzeniu.
Jest wysoce dyskusyjne, czy Goethe, jako członek zespołu doradców księcia, aktywnie uczestniczył w podejmowaniu akcji represyjnych wobec studentów. Jednak gdy podjęto próbę założenia korporacji wiernopoddańczej, której przewodniczyłby profesor cieszący się zaufaniem studentów, Goethe odmówił objęcia patronatu.

#### Weimar – okres wojny (1806–1810)

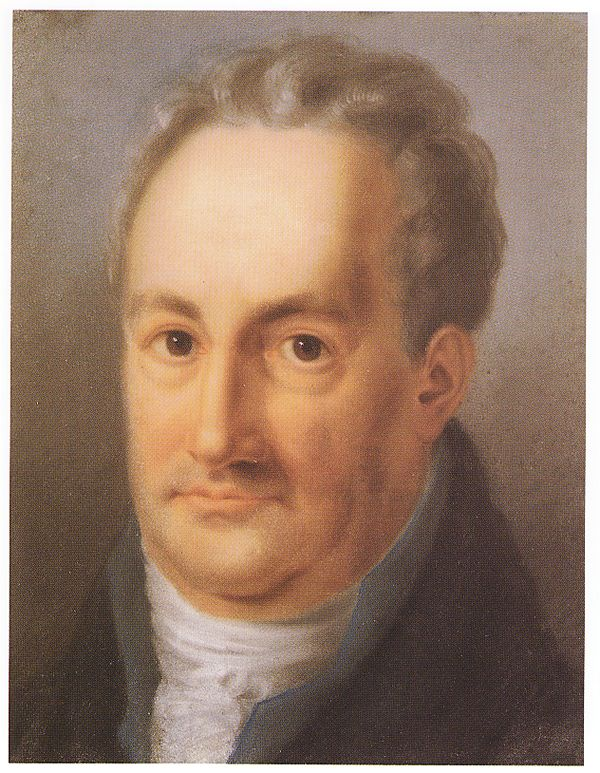
Portret z 1811 roku autorstwa Louise Seidler

Nie zważając na właśnie zawarte w październiku 1806 małżeństwo z Christianą (z którą żył od 18 lat) oraz podeszły wiek (prawie 60 lat), już w następnym roku rozpoczął kolejne zabiegi miłosne o 18-letnią Minnę Herzlieb, wychowankę księgarza i wydawcy Frommanna. Te wewnętrzne przeżycia znalazły odzwierciedlenie w powieści Powinowactwa z wyboru (1809), w której postać Otylii jest wzorowana jakoby na uwielbianej Minnie. W dziele tym w sobie właściwy sposób Goethe łączy poezję z wiedzą przyrodniczą, mianowicie pojęcie powinowactwo pochodzi z chemii.
W 1806 r. rozpoczął przygotowania do pełnego wydania swych dzieł u wydawcy Cotta w Stuttgarcie, w którym znalazła się właśnie ukończona pierwsza część dramatu Faust.
Napoleon Bonaparte w 1808 r. zaaranżował w Erfurcie zjazd książąt niemieckich należących do Związku Reńskiego (niem. Erfurter Fürstenkongress) celem uświetnienia jego spotkania z carem Rosji Aleksandrem I. Przy okazji przyjął Wielanda oraz Goethego, odznaczając tego ostatniego Legią Honorową.
Goethe rozpoczął w 1809 r. pisanie autobiografii, w następnym roku ukazało się luksusowe wydanie dzieła Teoria kolorów (Zur Farbenlehre 1810).

#### Okres starczy w Weimarze
W 1814 r. (po wojnach napoleońskich) Goethe udał się w podróż po okolicach nad Renem i Menem. Podczas pobytu we Frankfurcie (nad Menem) poznał Marianne Jung, przyjaciółkę bankiera von Willemera, z którą ten (za namową Goethego) wkrótce się ożenił (wobec tego w literaturze figuruje ona jako Marianne von Willemer). Pomimo różnicy wieku, Goethe (65-letni) zaprzyjaźnił się z 30-letnią Marianną, która inspirowała go poetycko w trakcie tworzenia zbioru liryków Dywan Zachodu i Wschodu (West-östlicher Divan), zawierającego również liczne jej utwory. Goethe odwiedził Willemerów jeszcze w następnym roku – był to ostatni jego pobyt w rodzinnym Frankfurcie.
Jednocześnie Goethe brał sporadycznie udział w Kongresie wiedeńskim (1814/1815) jako pełnomocny przedstawiciel księcia Karola Augusta. Postanowieniem Kongresu księstwo Saksonia-Weimar-Eisenach zostało podniesione do rangi Wielkiego Księstwa, zarazem uzyskując poszerzenie swego terytorium.
W 1816 r. zmarła małżonka Goethego Christiane, w następnym roku pozbył się obowiązków dyrektora teatru dworskiego. Żył pod czułą opieką synowej Ottillie. Goethe porządkował swe papiery i rozpoczął pracę nad Historią mego studium botanicznego (Geschichte meines botanischen Studiums) oraz przy „Czasopiśmie przyrodniczym, zwłaszcza o morfologii” („Zeitschrift Zur Naturwissenschaft überhaupt, besonders zur Morphologie”; do 1824). Tu znajduje się również przedstawienie morfologii roślin w postaci elegii, którą napisał dla swej kochanki około 1790 r.
W tych latach napisał Orfickie prasłowa (Orphische Urworte) a Podróż włoską (Italienische Reise) ostatecznie opracował jako sprawozdanie z podróży odbytej w latach 1786–1788. 1821 napisał Lata wędrówki Wilhelma Meistra (Wilhelm Meisters Wanderjahre), zasadniczo jest to zbiór krótkich nowelek.
Po przebytej chorobie serca Goethe udał się na kurację do uzdrowiska Mariańskie Łaźnie (niem. Marienbad), gdzie spotkał znajomą panią von Levetzow, przebywającą tam z trzema córkami. Od pierwszego wejrzenia zakochał się w najstarszej 17-letniej Ulryce. Sytuacja powtórzyła się w następnym roku, a po dwóch latach w 1823 r. 74-letni Goethe skłonił swego przyjaciela, wielkiego księcia Karola Augusta, do złożenia oficjalnych oświadczyn z propozycją zawarcia małżeństwa z 19-letnią Ulryką. Goethe swe oświadczyny traktował poważnie, czemu dał wyraz w utworze Marienbader Elegie. Między 24 a 31 sierpnia 1829 roku widywał się codziennie z Adamem Mickiewiczem. W latach 1830–1831 był członkiem honorowym Towarzystwa Warszawskiego Przyjaciół Nauk.
Goethe zmarł na skutek zapalenia płuc, przy jego śmierci obecna była synowa Ottilie von Goethe.

### Potomkowie – rodzina von Goethe

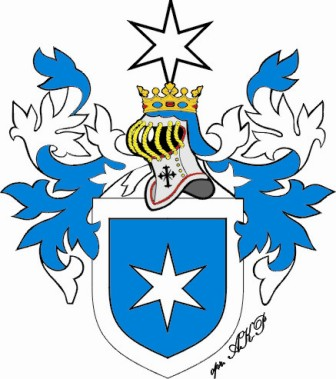
Herb rodziny von Goethe

- Johann Wolfgang (Frankfurt a.M. 28 VIII 1749 – Weimar 22 II 1832) ces. nobilit. „von Goethe” 22 VI 1782 z nadania ces. Józefa II Habsburga; x. Weimar 19 X 1806 Joanna Krystyna Zofia Vulpius (Weimar 1 VI 1765 – Weimar 6 VI 1816)
  - 1a) Juliusz August Walter(inne języki) (Weimar 25 XII 1789 – Rzym 27 X 1830) szambelan i tajny radca wlk. ks. sasko-weimarskiego; x. Weimar 17 VI 1817 Otylia Wilhelmina Ernestyna Henrietta baronówna von Pogwisch (Gdańsk 31 X 1796 – Weimar 26 X 1872)
    - 1b) Walter Wolfgang (Weimar 9 IV 1819 (1818?) – Lipsk 15 IV 1885 ult. fam.) baron (Freiherr von Goethe) 28 VIII 1859 z nadania wlk. ks. Karola Aleksandra z Saksonii-Weimar-Eisenach, szambelan wlk. ks. saskiego.
    - 2b) Wolfgang Maksymilian (Jan, Weimar 18 IX 1820 – Lipsk 20 I 1883) baron (Freiherr von Goethe) 28 VIII 1859 z nadania wlk. ks. Karola Aleksandra z Saksonii-Weimar-Eisenach, prus. potw. tytułu barona 4 II 1861, dr praw, prus. LegSeckr mit Cabinetsordere.
    - 3b) Alma Sedina Henrietta Kornelia (Weimar (22?) 29 X 1827 – Wiedeń 29 IX 1844)

### Odznaczenia
- 1808 – Krzyż Kawalerski Orderu Legii Honorowej (Cesarstwo Francuskie)[32]
- 1808 – Order Świętej Anny I Klasy (Imperium Rosyjskie)[32]
- 1815 – Krzyż Komandorski Orderu Leopolda (Cesarstwo Austriackie)[32]
- 1816 – Krzyż Wielki Orderu Sokoła Białego (Wielkie Księstwo Saksonii-Weimar-Eisenach)[32]
- 1818 – Krzyż Oficerski Legii Honorowej (Królestwo Francji)[32]
- 1827 – Krzyż Wielki Orderu Zasługi Korony Bawarskiej (Królestwo Bawarii)[32]

## Wybrane aspekty życia Goethego

### Goethe i kobiety
Goethe napisał: to co wiecznie kobiece pociąga nas w dal (Faust cz. II, ostatnie słowa), i to go właśnie zawsze pociągało. Kobiety odgrywały w jego życiu istotną rolę, co znalazło odbicie w jego twórczości. W utworach poetyckich można rozpoznać ślady pozostawione przez jego ukochane. Istotnym wyróżnikiem twórczości Goethego jest zdolność i umiejętność przetwarzania własnych poglądów i osobistych przeżyć w utwór wykraczający poza sferę prywatności.
Nie wszystkie wymieniane w literaturze były jednakowo ważne w jego życiu, ale wszystkie były z nim związane i wywarły wpływ na jego twórczość. Na przykład tak był zakochany w pani Mariannie von Willemer, że jej utwory umieścił w Księdze Suleiki wydanej następnie pod nazwiskiem Johann von Goethe.
W wieku 22 lat był zakochany w młodszej o 3 lata Charlotcie Buff, którą uczynił bohaterką swojej książki Cierpienia młodego Wertera.
We współczesnej literaturze niemieckiej Goethe jest nadal często poruszanym tematem, w tym również jego miłostki. Satyryk Eckhard Henscheid, zręcznie dobierając kąśliwe cytaty oraz nie szczędząc złośliwych komentarzy, sugerując, że to kobiety inspirowały twórczość poety, wymienia jedenaście z nich, jakoby najbardziej znaczących w życiu i karierze Goethego:
- matka Catharina Elisabeth, zwana Aja; jak było wówczas w zwyczaju, brała czynny udział w kształceniu domowym dzieci; Johann w 1808 ze względu na działania wojenne nie był obecny na jej pogrzebie;
- Friederike Brion, błękitnooka blondynka, wspaniała córka proboszcza (ewangelickiego), poznana jesienią 1770, studencka miłość, gorąca, acz krótka;
- Lili Schönemann(inne języki) zaręczona z nim przez niespełna rok, nie doszło do małżeństwa;
- Charlotte von Stein, zamężna z książęcym koniuszym, znajomość z Goethem miała zagadkowy charakter;
- Christiane Vulpius w 1788 w parku zagadnęła Goethego, prosząc go o poparcie dla swego brata; w wyniku tej znajomości już po roku urodziło się pierwsze dziecko, jednak do małżeństwa doszło dopiero po 18 latach;
- Bettina von Arnim, z domu Brentano, młodsza od Goethego o 36 lat, popadła w konflikt z małżonkami von Goethe;
- Marianne von Willemer, aktorka i tancerka, przyjaciółka, a następnie żona jego przyjaciela bankiera von Willemera;
- Ulrike von Levetzow, ostatnia miłość (przeszło 70-letniego) Goethego; jej rodzina odrzuciła prośbę Goethego o rękę 19-letniej panny, w wyniku czego Goethe napisał utwór Marienbader Elegie;
- Ottilie von Goethe, urodzona w Gdańsku córka pruskiego oficera Wilhelma Juliusa barona (niem. Freiherr) von Pogwisch i Henriette z domu Henckel von Donnersmarck, synowa Goethego (żona jego syna Augusta); od 1817 przez 15 lat żyła pod jednym dachem z teściem w Weimarze, opiekując się nim w chorobie, była obecna przy jego śmierci, następnie porządkowała bibliotekę oraz pozostałe rękopisy i czuwała wraz ze swymi synami nad duchową spuścizną Ojca Goethego[37];
- Małgorzata(inne języki) (niem. Gretchen, czyli Małgosia) postać występująca w utworze Faust wzorowana na osobie dziewki służebnej Susanny Margarethy Brandt(inne języki) z gospody we Frankfurcie, gdzie Goethe działał jako początkujący adwokat, skazanej na karę śmierci za zabicie dziecka w szoku poporodowym i publicznie ściętej 14 stycznia 1772. Goethe miał wówczas 22 lata i do spraw sądowych podchodził bardzo emocjonalnie.

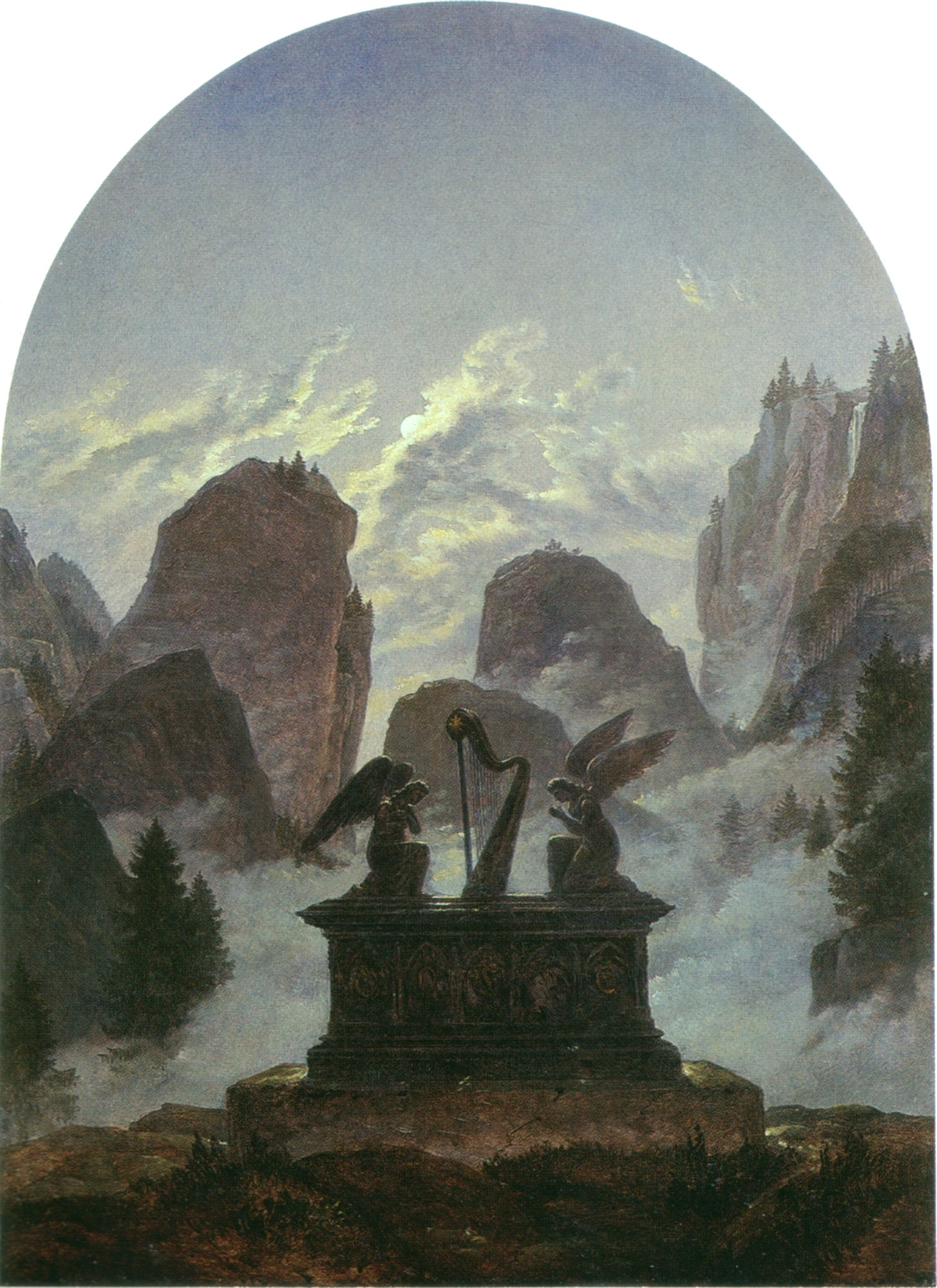
Obraz Carla Gustava Carusa „Goethe-Denkmal”, namalowany po śmierci poety (1832)

### Przyjaciele Goethego
- Friedrich Schiller
- Karl Ludwig von Knebel(inne języki)
- książę Karol August z Saksonii-Weimar-Eisenach
- Johann Peter Eckermann
- Johann Gottfried von Herder
- Friedrich von Müller
- Johann Heinrich Meyer(inne języki)
- Friedrich Wilhelm Riemer
- Alexander von Humboldt

Do grona przyjaciół zaliczany jest też Carl Gustav Carus, z którym długo utrzymywał kontakt korespondencyjny. Listy dotyczyły tematyki wspólnych zainteresowań naukowych. Podobno tylko raz się spotkali.

### PrzeciwnicyGoethego
Friedrich Nicolai, zwolennik idei oświeceniowych, potępił Cierpienia młodego Wertera, jako utwór pochwalający cudzołóstwo i samobójstwo. W 1775 napisał parodię Radości młodego Wertera, w której tytułowy bohater nie umiera po próbie samobójczej. Poślubia Lottę i doświadcza trudów życia jako mąż i głowa rodziny.
Hans Magnus Enzensberger przedstawił 29 czerwca 1996 w programie telewizyjnym 3sat widowisko w stylu live talk-show, krytykujące Goethego. Podstawą scenariusza był utwór tegoż Enzensbergera zatytułowany Goethe precz! Wyznanie miłości (Nieder mit Goethe! Eine Liebeserklärung). Autor wykorzystuje wypowiedzi współczesnych, poczynając alfabetycznie od A Bettina von Arnim do Z Johann Georg Zimmermann (lekarz i pisarz), aby uzasadnić swą tezę, że takie postacie jak Goethe spowodowały niebywałe zakłócenie społeczności (die Mitwelt auf eine schwer faßbare Weise gestört haben).

### Choroby
Goethe niemalże przypłacił życiem znajomość z Anną Katheriną. Po rozstaniu z nią w 1768 r. popadł w chorobę psychiczną i ogólny kryzys zdrowotny. Dostał ciężkiego krwotoku, a w grudniu tego samego roku był bliski śmierci na chorobę płuc.

## Wybrane aspekty twórczości Goethego

### Prace przyrodnicze
Goethe usiłował powiązać wzajemnie nauki przyrodnicze, filozofię, politykę oraz poezję. Po powrocie z podróży po Italii poświęcił się z wielkim zaangażowaniem badaniom w dziedzinie botaniki, geologii, chemii oraz optyki. Zdołał zgromadzić około 23 tysiące preparatów przyrodniczych.

### Optyka (teoria kolorów)
Za główne swe dzieło w zakresie nauk przyrodniczych Goethe uważał swą Teorię kolorów (Farbenlehre), która jednak według obecnego stanu wiedzy jest uznawana za błędną.
Przeprowadził liczne doświadczenia związane z powstawaniem widma optycznego. Zafascynowany teorią poznania Immanuela Kanta Goethe uważał, że przede wszystkim należy badać proces postrzegania kolorów. W związku z takim podejściem do badanego problemu jego Farbenlehre (teoria kolorów) wykracza poza fizykę i wkracza na obszar określany wówczas jako Metafizyka (obecnie psychologia). W ten sposób Goethego Farbenlehre można uznać za pierwszą psychologię kolorów.
Jednak do tego dzieła Goethego fizycy XX wieku zgłaszali swe uwagi. Niels Bohr wypowiadał się na temat podstawowych elementów fizycznej rzeczywistości, oraz stwierdził, że Goethego wgląd w naturę (świat materialny) przynajmniej w niektórych punktach wykraczał znacznie poza ówczesny stan wiedzy. Carl Friedrich von Weizsäcker wypowiadał się na temat metodologii stosowanej przez Goethego w artykule Einige Begriffe aus Goethes Naturwissenschaft.

### Rozumienie wiedzy i metodyka
Naukowoteoretyczny opis swej metodyki przedstawił Goethe w opracowaniu Eksperyment jako pośredniczenie do obiektu i subiektu (osoby poznającej i działającej) (Der Versuch als Vermittler von Objekt und Subjekt). Tamże określa swe postępowanie jako empiryczne, a nie spekulatywne. Metodyka Goethego odróżniała się od pozytywistycznego empiryzmu ze względu na usytuowanie człowieka nie jako zewnętrznego obserwatora, lecz jako element obserwowanego układu.
Goethego studia przyrodnicze mają szczególne znaczenie dla rozwoju antropozofii Rudolfa Steinera oraz pedagogiki waldorfskiej. Koncepcja wynikająca z prac Goethego określana jest obecnie jako goetheanizm.

## Twórczość

### Proza
- Powieść epistolarna Cierpienia młodego Wertera (Die Leiden des jungen Werther, 1774, wyd. pol. 1877)
- Powieść dydaktyczna Lata nauki Wilhelma Meistra (Wilhelm Meisters Lehrjahre, 1796, wyd pol. 1893 wraz z Latami wędrówki Wilhelma Meistra)
- Powinowactwa z wyboru (Die Wahlverwandtschaften, 1809, wyd. pol. 1861, 1959 – różne tłumaczenia)
- Lata wędrówki Wilhelma Meistra(inne języki) (Wilhelm Meisters Wanderjahre, 1821, wyd. pol. 1893)

### Dramaty
- Götz z Berlichingen(inne języki) (Götz von Berlichingen 1773, wyd. pol. 1877)
- Ifigenia w Taurydzie (Iphigenie auf Tauris 1787, wyd. pol. 1833)
- Egmont(inne języki) (1788, wyd. pol. 1885)
- Torquato Tasso(inne języki) (1790, wyd. pol. 1861)
- Faust cz. 1. (1808, wyd. pol. 1844)
- Faust cz. 2. (ukończony w 1831, wyd. pośmiertnie w 1833, wyd. pol. 1962)
- Faust cz. 1-2, wyd. pol. 2019
- Urfaust – napisany przed podróżą do Włoch, zapomniany, wydany ok. 100 lat później.

### Poezje
- Prometeusz(inne języki) (Prometheus, 1773)
- Wezwanie do Neapolu(inne języki), znane też jako Znasz-li ten kraj tłum. Adam Mickiewicz (Kennst du das Land)
- Ballada Król elfów, znana też w Polsce pod tytułami Król Olszyn lub Król Olch (Der Erlkönig, 1782)
- Elegie rzymskie(inne języki) (Römische Elegien, 1790), wyd. pol. 1956 (Roman Elegies)
- Epos satyryczny Lis Przechera (Reineke Fuchs, 1794, wyd. pol. 1877)
- Zbiór liryków Dywan Zachodu i Wschodu(inne języki) (1819, wyd. pol. 1963)
- Uczeń czarnoksiężnika(inne języki) (Der Zauberlehrling, 1797)
- Idylla Herman i Dorota(inne języki) (Hermann und Dorothea, 1798, wyd. pol. 1845)
- Poezje (1767-1829, wyd. pol. 2021)

### Inne
- Autobiografia Z mojego życia. Zmyślenie i prawda(inne języki) (Aus meinem Leben. Dichtung und Wahrheit, 1811–1833, wyd. pol.: PiW, Warszawa 1957),
- Refleksje i maksymy (Maximen und Reflexionen(inne języki), 1833, wyd. pol.: Czytelnik, Warszawa 1977)
- Podróż włoska(inne języki) (Italienische Reise, 1816–1817, wyd. pol.: PiW, Warszawa 1980)

### Utwory muzyczne inspirowane dziełami Goethego[46]
- Antoni Radziwiłł – opera Faust (1810–31)
- Ludwig van Beethoven – kantata Meeresstille und glückliche Fahrt (1815, wydana 1822)
- Louis Spohr – opera Faust (1813)
- Franz Schubert – pieśń Król elfów (też Król Olch) (1815)
- Gaetano Donizetti – opera Faust (1831)
- Louise Bertin(inne języki) – opera Fausto (1831)
- Adolphe Adam – balet Faust (1832)
- Richard Wagner – Uwertura Faustowska (1844)
- Hector Berlioz – Sceny z Fausta (1829), Potępienie Fausta (1846), oba na głosy solowe, chór i orkiestrę
- Felix Mendelssohn-Bartholdy – uwertura koncertowa Meeresstille und glückliche Fahrt (1828)
- Robert Schumann – Sceny z Fausta Goethego na głosy solowe, chór i orkiestrę (1853), Nachtlied, op. 96, nr 1
- Ferenc Liszt – Symfonia Faustowska (1857)
- Charles Gounod – opera Faust (1859; w Niemczech wystawiana też jako Margatrethe (Małgorzata))
- Arrigo Boito – opera Mefistofele (1868)
- Anton Rubinstein – uwertura Faust (1864)
- Gustav Mahler – II część VIII Symfonii na głosy solowe, chór i orkiestrę (1906)